# شلاقة (حديبو)

تعديل مصدري - تعديل

شلاقة هي إحدى قرى مديرية حديبو التابعة لمحافظة سقطرى، بلغ تعداد سكانها 7 نسمة حسب تعداد اليمن لعام 2004.